# Allen Ginsberg
Irwin Allen Ginsberg (3. června 1926 – 5. dubna 1997) byl americký básník, jedna z vůdčích osobností beatnické generace.

## Biografie
Pocházel z USA, ale jeho matka byla ruská Židovka levicového smýšlení, která trpěla duševní poruchou (paranoia), což A. Ginsberga výrazně ovlivnilo.
Ve 40. letech 20. století studoval na Columbia College, kde roku 1948 získal bakalářský titul. Ve studiích pokračoval, seznámil se téměř s celou pozdější beat generation, ale kvůli opakovaným krádežím a problémům s drogami byl ze školy vyloučen. Po vyloučení prošel řadou povolání.
Ginsberg cestoval po Severní i Jižní Americe, Evropě i Asii. Byl vyhoštěn z Kuby, protože kritizoval vládní úřady. Poté vedl kampaně proti zneužívání moci v mezinárodní politice. V roce 1965 byl vyhoštěn z Československa – studenti jej v Praze zvolili králem Majálesu a Ginsberg byl na základě provokace Státní bezpečnosti zadržen a deportován na letiště. Tehdejší československý tisk jej obvinil z kažení československé mládeže.

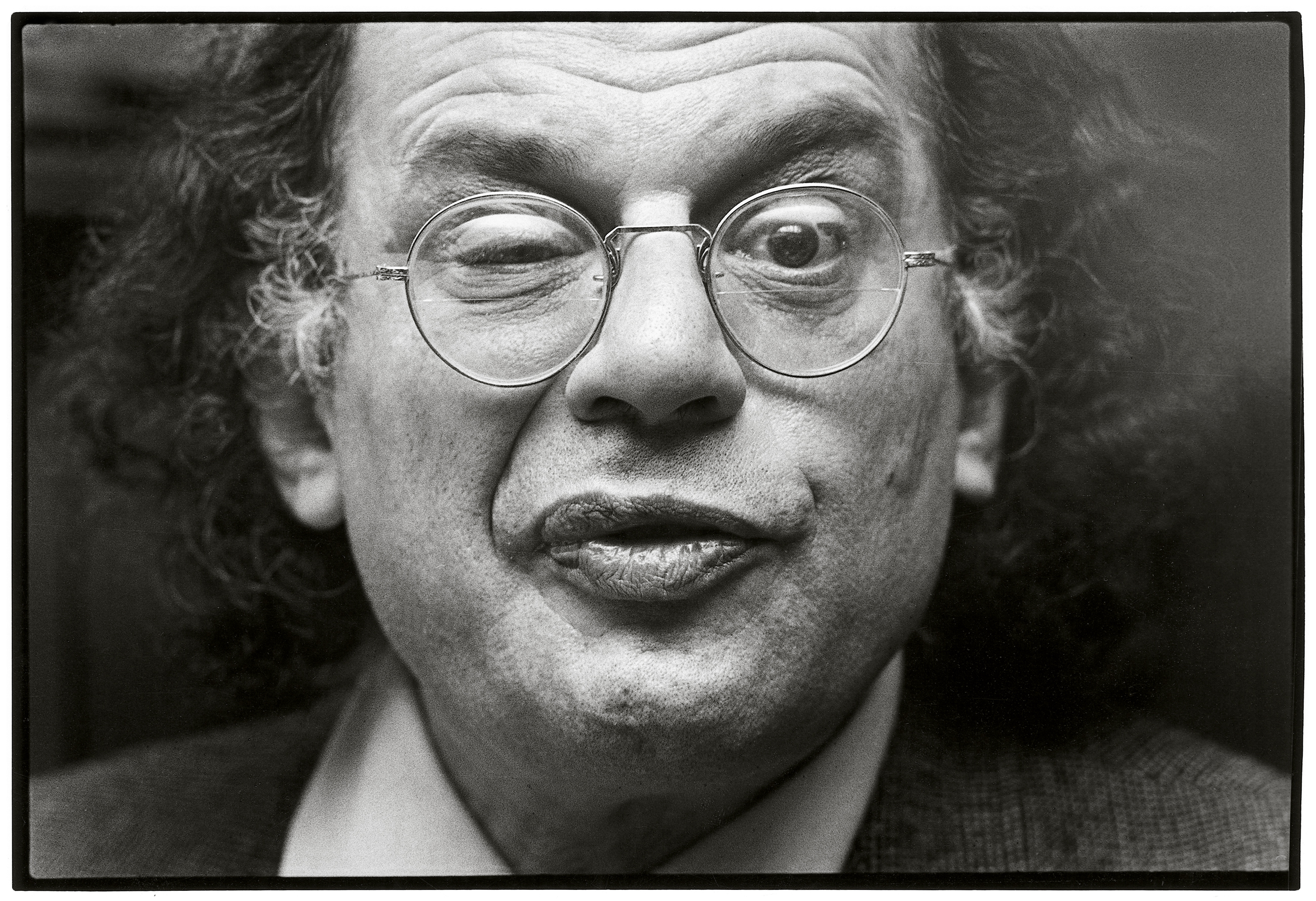
Allen Ginsberg, 1979

V roce 1965 poradil studentům Berkeley University před jejich protiválečnou demonstrací, aby ozdobili první řady květinami; tato demonstrace je považována za počátek hnutí hippies a jejich myšlenky flower power.
Zajímal se jak o americkou, tak o evropskou kulturu, z asijské ho zaujal především indicko-japonský zen-buddhismus. Výrazem jeho snahy o sblížení západního a východního filozofického myšlení bylo založení Kerouacovy školy osvobozené poetiky (Jack Kerouac School of Disembodied Poetics) na univerzitě Náropa ve městě Boulder v Coloradu (1974). Ginsberg byl jejím spoluzakladatelem a příležitostně zde přednášel.
Kromě dalších beatnických autorů byl Ginsbergovi inspirací Walt Whitman (pro svůj humanismus a demokratický optimismus), William Carlos Williams (pro neotřelou dikci) a také surrealismus. Často experimentoval s halucinogenními látkami, což se projevuje i na jeho díle a smýšlení. Ginsberg například zastával názor, že podání LSD Chruščovovi a Kennedymu by pomohlo světovému míru.
Allen Ginsberg zemřel 5. dubna 1997 v New Yorku ve věku 70 let na selhání jater v důsledku hepatitidy.

### Čtení v Six Gallery (zrod Beat generation)
V San Franciscu se 7. října 1955 Allen Ginsberg zúčastnil oficiálního zrodu beat generation, za nějž je považováno čtení „šesti andělů na jednom jevišti“. Kromě Ginsberga předčítali svá díla Kenneth Rexroth, Gary Snyder, Philip Whalen, Philip Lamantia a Michael McClure.
Ginsberg četl svou báseň Kvílení, kterou napsal dva týdny předtím a jíž doslova ohromil naslouchající publikum – silou a také výraznou živou recitací. Toto předčítání se záhy stalo legendárním a Ginsberg byl opakovaně zván na podobné akce v okolí San Francisca. Přestože je báseň obrazem zoufalství a strádání jedné generace, autorovo čtení z ní dělalo explozi, závan svobody v zatuchlém muzeu společenských konvencí.
K popularitě Kvílení přispělo soudní řízení o šíření nemravné literatury (viz Beat generation).

### Incident s ruskou delegací při OSN
Ginsberg se stal jakýmsi hlasatelem transcendentních ideálů. Na počátku 60. let 20. stol. pozval ruskou delegaci při OSN na předčítání poezie do Judson Church na Washington Square, na němž vystupoval společně s Peterem Orlovským. Orlovsky, aby zdůraznil smysl osobního odhalení v deníku, z něhož četl, se svlékl do spodků a zástupci ruské delegace znejistěli. O něco později přišel na řadu Ginsberg, a když vášnivě četl pasáž z „Kvílení“ o Molochovi, ruští soudruzi vyklidili místnost. Byla to symbolická lekce politické moci slova.

### Sexuální orientace Allena Ginsberga

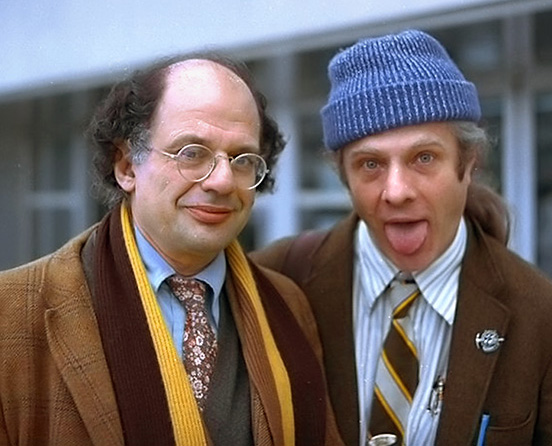
Allen Ginsberg a Peter Orlovsky na frankfurtském letišti (1978)

Allen Ginsberg byl homosexuál a se svou sexuální orientací se nejprve těžce vyrovnával.
K sexuálním zmatkům přispěla nemoc Ginsbergovy matky. Ginsberg byl soužen palčivou touhou po fyzickém kontaktu, kterou mohl utišit pouze masturbací. Během studií na Kolumbijské univerzitě mu přátelství s Jackem Kerouacem – jehož považoval za něžného a nekonečně citlivého člověka – poskytlo spolehlivou formu vztahu, který tak zoufale potřeboval. Kerouacova tolerance a obrovská empatie dokázala rozptýlit Ginsbergův pocit viny. William Seward Burroughs – v němž Ginsberg viděl náhradního otce – mu zase pomohl uvědomit si důvody svého strachu a zábran. Radil mu, aby se smířil sám se sebou a jednal dle svých niterných potřeb bez ohledu na společenský diktát. (Nutno poznamenat, že v té době byla homosexualita brána jako perverze hraničící s kriminalitou.) Pro Ginsberga to znamenalo obnovení nutné sebeúcty a zbavilo jej to vtíravého strachu z vlastních představ.
Poté, co jej odmítl Neal Cassady, stal se jeho celoživotním partnerem Peter Orlovsky. S ním se seznámil díky sanfranciskému malíři Robertu LaVigne, jenž vzal Ginsberga do svého bytu, aby mu po celonoční konverzaci ve Fosterově kavárně ukázal svou tvorbu. První obraz, který Ginsberg spatřil, byl rozměrný portrét nahého chlapce. Objekt LaVigneova obrazu – Peter Orlovsky – vstoupil do pokoje, právě když jej Ginsberg obdivoval. Orlovsky byl o sedm let mladší a Allen z něho cítil upřímnost a otevřenou odezvu. O rok později přijali absolutní vzájemný závazek. Orlovsky naplnil Ginsbergovu nezměrnou citovou potřebu.

## Literární dílo
Ginsbergova tvorba se dělí do dvou hlavních tematických okruhů, jednak intimní poezie, jednak kritika soudobé americké společnosti.
Atmosféra Ginsbergovy poezie je rozmanitá, od extatické euforie až po čiré zoufalství, jednotlivé verše nesou různorodou náladu, chvíli jsou paranoidní, jindy důvěrné, ale vždy plné citu zdůrazňujícího nadřazenost ducha nad materialismem.
Dlouhý verš nabídl Ginsbergovi prostor k vyjádření procesu myšlení, jenž probíhá ve vizuálních představách, slovech, neustále odbíhajících asociacích a větvení. V dopise Johnu Hollanderovi se vyjádřil: „Chci napsat divokou stránku, tak divokou a čistou (opravdu čistou), jako je mysl – žádné cpaní myšlenek do svěrací kazajky – něco jako hledání rytmu myšlenek a jejich přirozeného výskytu a vzdáleností a symbolických paradigmat.“ 
Básnické sbírky a básně

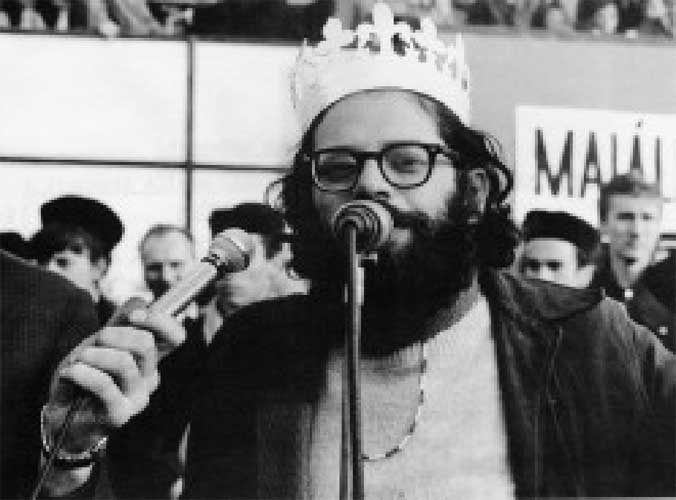
Allen Ginsberg na pražském majálesu (1965)

- Howl and Other Poems (Kvílení a jiné básně) – 1956: básnická sbírka, ve Spojených státech žalovaná pro údajnou obscénnost. Hlavní a nejvýznamnější básní je Kvílení pro Carla Solomona. (Se Solomonem, který přiblížil Ginsbergovi surrealismus a dadaismus, se Ginsberg seznámil ve Státní psychiatrické léčebně v New Yorku.) Báseň je věnovaná předním představitelům beat generation – J. Kerouacovi, W. S. Burroughsovi a Nealu Cassadymu – a má formu rapsodického nářku. Tato litanická báseň je výpovědí o „generaci zničené šílenstvím“, která se pomocí drog, alkoholu a orientální filosofie i hudby snažila uniknout z amerického pekla. Dílo se stalo manifestem celé beat generation.
- Kaddish and Other Poems (Kadiš a jiné básně) – 1961: nejvýznamnější je elegie „Kadiš za Naomi Ginsbergovou“. Kadiš je židovská modlitba za mrtvého, v tomto případě básníkovu matku. Toto téma je rozvinuto do komplexní výpovědi o židovském národě a vyjádření autorových názorů. Je psána volným veršem.
- Empty Mirror: Early Poems (Prázdné zrcadlo) – 1961.
- Reality Sandwiches (Sendviče reality) – 1963.
- King of a May Day parade (Král majálesu) – 1965: báseň, kterou napsal v letadle po vyhoštění z Československa, je výrazem odporu k totalitnímu komunistickému režimu a sympatií s českými studenty.
- Planet News – 1968.
- The Fall of America: Poems of These States – 1973.
- Iron Horse – 1974.
- Mind Breaths – 1978.
- Collected poems 1947–1980 – 1985.
- White Shroud: Poems 1980–1985 – 1986.

Česky
- Kvílení – Odeon, 1990.
- Vylízanej mozek – Birthbrain: básně z let 1965–’90 – Vokno, [1991].
- Velký marihuanový švindl. The Great Marijuana Hoax – Votobia, 1996.
- Slovy a dechem – Mladá fronta, 2000, výbor z poezie.
- Karma červená, bílá a modrá – Mladá fronta, 2002. Rozsáhlý výbor z poezie; textovou část doplňuje editorův esej, bohatý doprovodný materiál včetně ohlasů na Ginsbergovo dílo a rozhovor s autorem i řada obrazových dokumentů.
- Neposílejte mi už žádné dopisy – Maťa, 2012. Nejobsáhlejší český výbor podrobně mapuje Ginsbergovu tvorbu v rozmezí let 1947–1997. Knihu doprovázejí autorovy ilustrace.

## Filmové adaptace
- Kvílení (angl. Howl) [film]. USA, 2010. Scénář a režie Rob Epstein, Jeffrey Friedman. 90 minut. Drama, životopisný.[9][10]
- Zbav se svých miláčků (angl. Kill Your Darlings) [film]. USA, 2013. Scénář a režie John Krokidas. 104 minut. Životopisný, drama.[11]